# Че-23
Че-23 — легкий трехместный многоцелевой самолёт-амфибия.
Разработка конструктора Чернова Бориса Валентиновича, производится фирмой «Гидросамолёт». Первый полёт совершил в 2003 году. Гидросамолёт предназначен для морского и речного патрулирования, перевозки пассажиров, почты, груза, багажа. Рассчитан в базовом варианте на полёт одного пилота и двух пассажиров с грузом 70 кг. Че-23 может эксплуатироваться в течение всего года и обеспечивает взлёт с воды, бетона, грунта, а зимой на лыжах с различных пригодных площадок, свободно взлетает с рыхлого свежего снега любой глубины на корпусе лодки без лыж, способен взлететь на колесном шасси с наземного аэродрома и, убрав шасси в полёте, приземлиться на воду с глубиной водоёма от 0,5 метра и длиной от 200 метров.
Че-23 выпускается в трёх модификациях.

## ТТХ
- Двигатели, количество, мощность: Ротакс-912 100 л. с.
- Размах крыла: 11.7 м
- Длина: 6.85 м
- Высота: 2,6 м
- Вместимость: 3 чел. х 70 кг + по 5 кг личного багажа=225 кг.
- Скорость макс. допустимая: 230 км/час
- Расход топлива: 14 л/час.
- Дальность полёта с учётом: 30 мин. резерва на запасной км. 700